# 沟叶羊茅
沟叶羊茅（学名：Festuca rupicola）为禾本科羊茅属下的一个种。

## 扩展阅读
- 維基物種上的相關：沟叶羊茅